# Championnat de Provence de cross-country
Le Championnat de Provence de cross-country est la compétition annuelle de cross-country désignant le champion de la ligue de Provence de la discipline. Il comprend les départements des Bouches-du-Rhône, du Vaucluse, des Alpes-de-Haute-Provence ainsi que celui des Hautes-Alpes (historiquement situé dans le Dauphiné et non pas en Provence). Les Hautes-Alpes participaient autrefois au Championnat de Rhône-Alpes de cross-country. Il est qualificatif pour le Championnat de la Méditerranée de cross-country (demi-finale des Championnats de France de cross-country). À partir de 2018, ce championnat régional évolue en championnat de Provence-Alpes-Côte d'Azur avec l'intégration des départements du Var et des Alpes-Maritimes. Ces derniers appartenaient auparavant au Championnat de Côte d'Azur de cross-country.

## Palmarès cross long hommes
- 2002 : Tesfaye Ughore
- 2004 : Benoît Zwierzchiewski
- 2005 : Tarik Bouzid
- 2006 : Heddy Bouazzaoui
- 2007 : Benoît Zwierzchiewski
- 2008 : Karim Talaouanou
- 2009 : Fréderic Bouvier
- 2010 : Fréderic Bouvier
- 2011 : Fouad Larhiouche
- 2012 : Fréderic Bouvier
- 2013 : David Valat
- 2014 : James Theuri
- 2015 : Matthias Eymard
- 2016 : Said El Medouly
- 2017 : Quentin Cau
- 2018 : James Theuri
- 2019 : Stéphane Valenti
- 2020 : Abdelhakim Zilali

## Palmarès cross long femmes
- 2002 : Edwige Pitel
- 2004 : Fatima Yvelain
- 2005 : Fatiha Klilech-Fauvel
- 2006 : Fatiha Klilech-Fauvel
- 2007 : Julie Coulaud
- 2008 : Fatima Yvelain
- 2009 : Fatiha Klilech-Fauvel
- 2010 : Fatima Yvelain
- 2011 : Fatiha Klilech-Fauvel
- 2012 : Alexandra Louison
- 2013 : Laurane Picoche
- 2014 : Laurane Picoche
- 2015 : Andra-loredana Ologu
- 2016 : Clémence Calvin
- 2017 : Claire Perraux
- 2018 : Héloïse Feraud
- 2019 : Fatima Yvelain
- 2020 : Anne-lise Desjacques